# Luxmetr

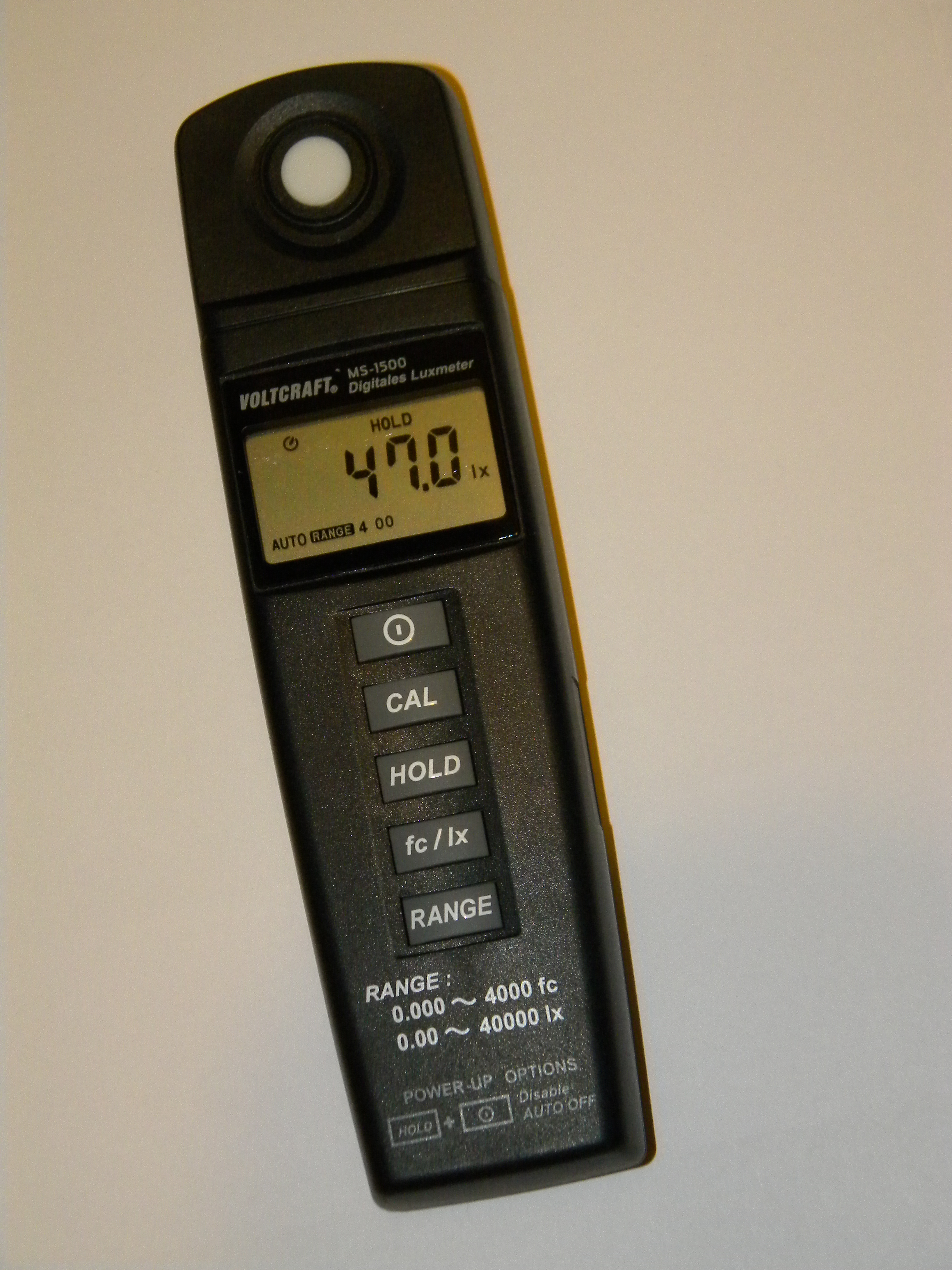
Digitální luxmetr

Luxmetr je měřicí přístroj k měření osvětlenosti.

## Princip
Luxmetry se skládají z přijímače s fotočlánkem a z měřicího a vyhodnocovacího systému. Konstrukce luxmetrů bývá různá a souvisí s metodou měření fotoproudu a principem samotného fotočlánku. Obvykle je měřen fotoproud vhodným obvodem s operačním zesilovačem.

## Historie
Technickým zdokonalováním fotometru se zabýval rakouský chemik a vynálezce Josef Maria Eder. Pokoušel se do vývoje fotografických procesů zavádět vědecké metody. Zvláště využíval metody spektroskopie a vymyslel několik nových nástrojů včetně "Eder-Hechtova neutrálního klínového fotometru" (s Walterem Hechtem (1896 - 1960)) Jeho dalším vynálezem byl "rtuťovo oxalátový fotometr", což byl chemický fotometr pro měření intenzity UV záření. Poté, co bylo zveřejněno působení rentgenových paprsků na filmový materiál, začal Eder pracovat na výzkumu vylepšení citlivosti fotografického materiálu na rentgen. V roce 1895 získal Liebenovu cenu a v roce 1930 se stal členem Rakouské akademie věd. Eder založil Institut pro fotografii a reprodukční techniky (dnes Höhere Graphische Bundes- Lehr- und Versuchsanstalt).

## Přesnost měření
Podle stupně přesnosti se luxmetry dělí na:
- laboratorní luxmetry, které se používají na měření světelně technických vlastností zdrojů světla, svítidel v laboratoři a pro posuzovaní osvětlení prostorů s vysokými nároky na zrakovou práci a pro experimenty v rámci výzkumných prací,
- provozní luxmetry, které se používají na měření světelně technických vlastností v terénu a na ověřování, zda osvětlovací soustava zajišťuje předpokládané či požadované parametry osvětlení; jsou méně přesné než laboratorní, nicméně většinou odolnější,
- luxmetry určené pro orientační měření, které jsou nejméně přesné.